# 小林沙弥香
小林 沙弥香（こばやし さやか・1992年8月11日 - ）は、日本の女性モデル、元レースクイーン。
東京都出身。元スーパーウイング所属で、現在はBABYBOOに移籍し「美葵 さや加」（みき さやか）の芸名で活動している。

## 略歴
2014年と2015年の2年連続で、LOTUS 111CUP（ロータス・ワンイレブンカップ）のイメージガール「111GAL」を務める。2015年には『PON!』（日本テレビ）の「お天気お姉さんオーディション」に応募するも、レギュラー出演獲得はならなかった。
2016年、SUPER GT「ARTA GALS」に選ばれ、本格的にレースクイーンの仕事を始める。
2017年、SUPER GT「Mobil1 レースクイーン」に就任。また同年8月からは運動通信社が手掛けるスポーツ情報メディア「スポーツブル」内で配信される「BULL'S STATION」のキャスターも務めていた。
Mobil1では佐崎愛里と共に2018年、2019年度も継続し、2020年1月12日の東京オートサロンをもって卒業。RQ業から引退した。同年6月9日、所属事務所をBABYBOOに移し「美葵 さや加」に改名。

## 人物・エピソード
- モーターショーでは主にフォルクスワーゲンブースのコンパニオンを務めていたが、同ブースの関係者からは「ジャスミン」と呼ばれていた[11]。
- 元スペースクラフト所属の女優・仲美咲は東京ゲームショウ出演時からの親友[12]。
- 兄が1人いる[13]。
- 趣味はジョギング、スノーボード。特技は水泳、ダンス、バトントワリング。
- 女性アイドルグループ「Survive-ZERO」に同姓同名のメンバーが在籍していたが、全くの別人である。

## 活動

### レースクイーン歴
| 年              | カテゴリー | チーム名             | 他メンバー                   |
| --------------- | ---------- | -------------------- | ---------------------------- |
| 2016年          | SUPER GT   | ARTA GALS            | 沖舘唯、神崎由莉子、黒田みり |
| 2017年 - 2019年 | SUPER GT   | Mobil1レースクイーン | 佐崎愛里                     |

### イベント出演
- 東京ゲームショウ「GREEブースコンパニオン」（2013年）
- 東京モーターショー「フォルクスワーゲンブースコンパニオン」（2013年・2015年）[11]
- Volkswagen Fest 2014（2014年4月26日、富士スピードウェイ）[14]
- 名古屋モーターショー・大阪モーターショー・福岡モーターショー「フォルクスワーゲンブースコンパニオン」（2015年）[13][15]
- 札幌モーターショー「フォルクスワーゲンブースコンパニオン」（2016年）[13]
- 東京オートサロン「フォルクスワーゲンブースコンパニオン」（2017年） - 共演：森紗羅、古城優奈[1]
- 東京オートサロン2018「ホシノインパル」（2018年1月12日 - 14日、幕張メッセ）[注 1]

### テレビ出演
- 相棒 season14「キモノ奇譚」（テレビ朝日・2015年12月2日放送） - シノブ役[15]
- SUPER GT+（テレビ東京・2016年4月17日放送） - エンディングの「今週のレースクイーンコレクション」コーナーに登場[16]。

### その他
- スポーツブル「BULL'S STATION」火曜日キャスター（2017年8月～）[9]